# Raspay
Raspay (valencien : El Raspai) connu également sous le nom d'El Carche est un village catalanophone de la région d'El Carche et fait partie de la commune de Yecla. La commune appartient à la région de Murcie en Espagne et à la comarque de l'Altiplano murcien.

## Histoire
Le peuplement permanent de la zone remonte à 1855 lorsque Antonio Ibáñez (né dans la ville d'Almansa le 9 mars 1829) se chargea du presbytère de la localité et devint ainsi le premier curé de ces terres.

## Démographie
| 2004 | 2005 | 2006 | 2007 | 2008 | 2009 |
| ---- | ---- | ---- | ---- | ---- | ---- |
| 135  | 129  | 128  | 126  | 119  | 113  |

| 2010 | 2011 | 2012 | 2013 | - | - |
| ---- | ---- | ---- | ---- | - | - |
| 111  | 107  | 100  | 106  | - | - |

## La langue catalane
Depuis 2005, la mairie de Yecla a mis en place des cours pour améliorer la situation de langue catalane à Raspay et dans d'autres villages d'El Carche.